# Krótkie spięcie 2
Krótkie spięcie 2 (ang. Short Circuit 2) – amerykańska komedia science fiction z 1988 roku. Kontynuacja filmu Krótkie spięcie z 1986 roku.

## Treść
Robot Johnny 5 pomaga swemu przyjacielowi rozkręcić własny interes - fabrykę zabawek. Jednak fabryka leży w pobliżu banku, co powoduje, ze grupa rabusiów postanawia to wykorzystać i zrealizować z niej napad.

## Obsada
- Tim Blaney - Johnny 5 (głos)
- Fisher Stevens - Ben Jahrvi
- Dee McCafferty - Saunders
- Jack Weston - Oscar
- Cynthia Gibb - Sandy Banatoni
- Michael McKean - Fred Ritter
- Garry Robbins - Francis
- David Hemblen - Jones